# تجارة الحيوانات البرية

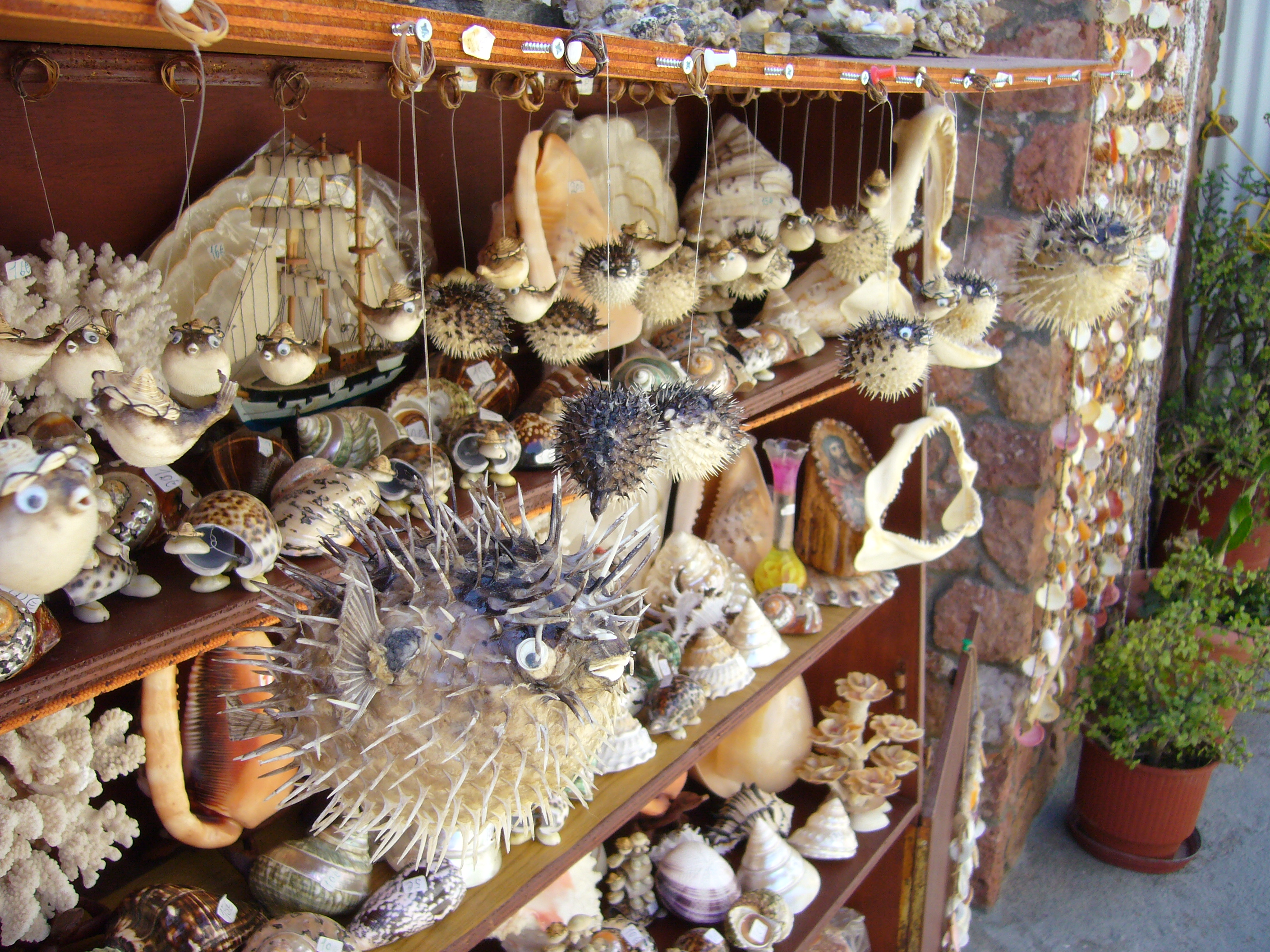
قواقع بحرية، ومرجان، وفكي قرش وسمكة الينفوخ مجففة للبيع في اليونان.التجارة

 الدولية في الحيوانات البرية تصنف إلى شكلين: تجارة غير قانونية و جارة قانونية.
تجارة الحيوانات البرية غير القانوني هي مشكلة حماية خطيرة. عالميًا، يُقال أن التجار غير القانونية في الحيوانات البرية هي ثاني أكبر تجارة غير قانونية في الحجم يسبقها تجرة المخدرات ويليها تجارة الأسلحة وعلى الرغم صعوبة البيانات التي تدعم هذا الادعاء، وبرأت مؤخرًا أمانة سايتس هذه الإحصائية. مع ذلك، فإنه يشكل تهديدًا خطيرًا لعدد من الأنواع المهددة بالانقراض والمعرضة للخطر للغاية. إزالة الأنواع من المناطق التي هي جزء من التجارة غير القانونية للحيوانات البرية قد يسبب مشاكل وخيمة على النظام البيئي المحلي.
تجارة الحيوانات البرية القانوني مختلف عن بيع الحيوانات البرية، لأنه يفعل ذلك بطريقة مستدامة. مثل مزارع الحيوانات البرية، والتي لا تسبب أي تأثير سلبي على النظام البيئي.